# Tekenkunst

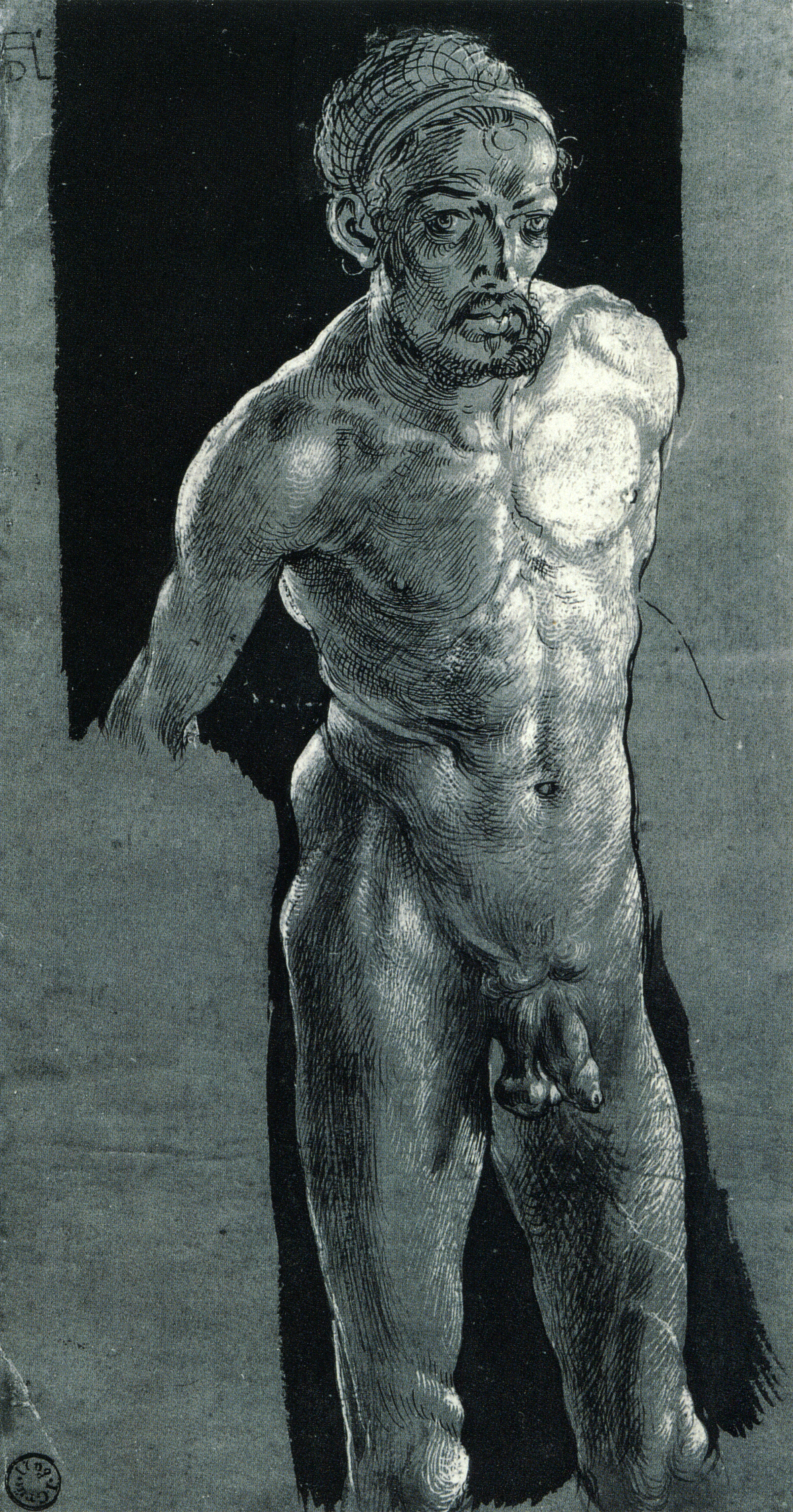
Albrecht Dürer, Zelfportret na ziekte (1503), pen, penseel en krijt

De tekenkunst – de kunst van het met potlood, krijt enz. maken van afbeeldingen – kan opgesplitst worden in enerzijds het waarnemingstekenen ("tekenen naar de natuur") en anderzijds verbeeldingstekenen ("tekenen naar de verbeelding"). Bij het tekenen naar de natuur tracht de kunstenaar de zichtbare werkelijkheid natuurgetrouw weer te geven aan de hand van hetgeen hij waarneemt. Bij het tekenen naar de verbeelding van de kunstenaar gaat het om wat hij aanvoelt, hoe hij de realiteit op dat ogenblik ervaart of wat hij er in ziet. Een tekening kan helemaal voorstellingsloos zijn, of kan een verwerking of interpretatie van een voorstelling, herinnering, idee of waarneming zijn. Verder bestaat er  geconstrueerde, abstracte of gegeabstraheerde tekenkunst. 
Tekeningen worden gemaakt met bijvoorbeeld grafietpotlood, houtskool, contépotlood, Siberisch krijt, pastel of inkt. Afhankelijk van de druktechniek worden tekeningen ook getekend op of gekrast in een of andere soort plaatmetaal, zoals van koper of zink. Daarop bevindt zich eventueel een substantie zoals een waslaag waarin getekend wordt die, eventueel na chemische bewerking, rechtstreeks gebruikt wordt om de tekening op papier te drukken, of indirect, via een andere gegevensdrager. 
Hoewel het een tekentechniek lijkt te zijn, wordt de pasteltechniek officieel ingedeeld bij de schildertechniek. Pentekeningen worden gemaakt met een tekenpen of een rietpen, met inkt of bister. Vóór de uitvinding van het potlood werd er vaak getekend met een zilverstift op geprepareerd papier. Ook kan getekend worden met een penseel en Oost-Indische inkt, of eventueel met verf. 
Als er een combinatie van inkt en water wordt gebruikt, spreekt men van een gewassen (pen)tekening. Hierbij worden lichtere partijen ingeschilderd met een verdunde oplossing van de tekeninkt of waterverf. De drager is meestal papier of karton, maar ook hier zijn talrijke uitzonderingen op. Zo kan er bijvoorbeeld met aardbeiensiroop of fruitstroop op een bord pap een hart zijn getekend, of met een stokje in het natte zand van een strand.
Dikwijls dient de tekening als voorstudie voor een op een later tijdstip te vervaardigen schilderij of beeld. Het gaat dan om voorbereidende schetsen. Door hun onderzoekend karakter zullen tekeningen sneller tot de essentie doordringen, zijn ze spontaner en gevoeliger. Een tekenaar kan in een tekening zijn grenzen verleggen en onderzoek doen naar wat voor hem of haar belangrijk is.
In de 20e eeuw heeft de tekenkunst de status van een zelfstandige kunstvorm gekregen. De tekeningen die daarbij ontstaan worden 'autonome tekenkunst' genoemd.

## Stripverhaal
Het stripverhaal is een combinatie van tekenkunst en literatuur.